# Itylos
Itylos is een geslacht van vlinders van de familie van de Lycaenidae, uit de onderfamilie van de Polyommatinae. De soorten van dit geslacht komen voor in Zuid-Amerika.

## Soorten
- Itylos fumosus (Balletto, 1993)
- Itylos mashenka (Bálint, 1993)
- Itylos mira Bálint & Lamas, 1999
- Itylos pasco Bálint & Lamas, 1994
- Itylos pnin Bálint, 1993
- Itylos titicaca (Weymer, 1890)

### Status onduidelijk
- Itylos alticola Grote & Smith
- Itylos splendida Staudinger